# E4型柴油机车
E4型柴油机车是美国通用汽车电气动力公司（EMC）为海岸快线铁路设计制造的一款干线客运柴油机车。E4型柴油机车与同时期的E3型柴油机车相比，两者除了外观上的一些差异外基本上是完全相同的，E4型柴油机车同样采用12-567型二冲程柴油机、D4型直流牵引发电机和D7型直流牵引电动机。1939年10月至1939年12月期间，电气动力公司共生产了19台E4型柴油机车，包括14台带有司机室的A节机车，以及5台没有司机室的B节机车。E4型柴油机车主要用于牵引海岸航空铁路公司的“银陨号”旅客列车，直到1964年才停运报废。